# Impost sobre Activitats Econòmiques
L'Impost sobre Activitats Econòmiques (IAE) és un impost que forma part del sistema tributari espanyol gestionat pels ajuntaments. Grava de forma directa la realització de qualsevol tipus d'activitat econòmica, tant persones físiques com jurídiques. A diferència d'altres impostos, el seu import és constant independentment del balanç de l'activitat. És un impost directe, obligatori, proporcional, real i de gestió compartida.
L'IAE es merita pel simple exercici de l'activitat professional, econòmica o artística, s'exerceixi o no en un local determinat. No es consideren tals les activitats agrícoles, les ramaderes dependents, les forestals i les pesqueres. No constitueix fet imposable en aquest impost l'exercici de les següents activitats:
- L'alienació de béns integrats en l'actiu fix de les empreses que haguessin figurat degudament inventariats com a tal immobilitzat amb més de dos anys d'antelació a la data de transmetre, i la venda de béns d'ús particular i privat del venedor sempre que els hagués utilitzat durant igual període.
- La venda dels productes que es reben en pagament de treballs personals o serveis professionals.
- L'exposició d'articles amb la finalitat exclusiva de decoració o ornament de l'establiment. Per contra, estarà subjecta a l'impost l'exposició d'articles per a regal als clients.
- Quan es tracti de venda al detall la realització d'un sol acte o operació aïllada.

## Subjectes passius
Són subjectes passius d'IAE les persones físiques o jurídiques i les entitats de l'article 35.4 de la Llei General Tributària, sempre que realitzin en territori espanyol qualsevol de les activitats que originen el fet imposable.

## Exempcions
Estaran exempts del pagament de l'impost:
- Les administracions públiques i els seus respectius organismes autònoms de caràcter administratiu.
- Els subjectes passius que iniciïn la seva activitat en territori espanyol durant els dos primers períodes impositius.
- Els següents subjectes passius:
  - Persones físiques (qualsevol).
  - Subjectes passius de l'impost sobre societats, societats civils i entitats de l'article 35.4 de la Llei General Tributària, amb import net de xifra de negocis inferior a 1 milió €.
  - Entitats gestores de la Seguretat Social i mutualitats de previsió social.
  - Organismes públics de Recerca i d'Ensenyament costejats íntegrament per fons públics o fundacions benèfiques.
  - Creu Roja espanyola.
  - Els ports espanyols.
  - Associacions i Fundacions per a disminuïts físics, psíquics i sensorials.

A més hi ha bonificacions del 50% a Ceuta i Melilla, del 50% per l'exercici d'activitat professional durant cinc anys des del segon any de desenvolupament, i del 50% per activitats que tributin per quota municipal de caràcter econòmic.

## Tarifes de l'impost
Les tarifes de l'IAE consisteixen en una relació ordenada de les diferents activitats econòmiques, que comprenen:
- Descripció, contingut i classificació de les activitats, diferenciant les empresarials, professionals i artístiques.
- Quotes de cada activitat.
- Municipal (90%) = ^ (Tarifa + Elements (superfície, potencial instal)) x Coeficient de situació (factor corrector, que va del 0,4 al 3,8) x coeficient de ponderació (relacionat amb la xifra neta de negocis, de l'1,29 a l'1,35).
- Provincial = Tarifa + elements x 0,40 x Coeficient de ponderació.
- Nacional = Tarifa + elements x coeficient de ponderació.

## Període impositiu
Coincideix amb el de l'any natural i la meritació d'aquest es produeix el primer dia d'aquest període impositiu, amb dues excepcions:
- A les declaracions d'alta, el període impositiu comprendrà des de la data de començament de l'activitat fins al final de l'any natural i la meritació es produirà el dia en què comenci l'activitat.
- En activitats d'espectacles, quan les quotes estiguin establertes per actuacions aïllades, per la realització de cadascuna d'elles.

Amb caràcter general les quotes són irreductibles, excepte en cas d'altes i baixes, en les quals es podran prorratejar proporcionalment al nombre de trimestres.

## Gestió de l'impost
S'efectua a partir de la Matrícula, formada anualment, per a cada terme municipal, pels censos, subjectes passius, quotes mínimes i recàrrec provincial. Els subjectes passius estan obligats a presentar les declaracions d'alta i a comunicar les variacions d'ordre físic, econòmic o jurídic que es produeixin en l'exercici de les activitats gravades.